# Шутово (Кировская область)
Шутово — деревня в Санчурском муниципальном округе Кировской области России.

## География
Деревня находится к северу от берегу реки Удюрма, на расстоянии 4 км к западу от посёлка городского типа Санчурск, административного центра округа.

### Часовой пояс
Деревня Шутово, как и вся Кировская область, находится в часовой зоне МСК (московское время). Смещение применяемого времени относительно UTC составляет +3:00.

## Население
| 2010 |
| ---- |
| 3    |